# شهرستان هاوارد (نبراسکا)
شهرستان هاوارد، نبراسکا (به انگلیسی: Howard County, Nebraska) یک سکونتگاه مسکونی در ایالات متحده آمریکا است که در نبراسکا واقع شده‌است.

## خصوصیات
شهرستان هاوارد ۱٬۴۹۱٫۸۴ کیلومترمربع مساحت دارد.